# Medveköröm
A medveköröm (Acanthus) egy Magyarországon is megtalálható cserjefajta, az ajakosvirágúak (Lamiales) rendjébe sorolt medvekörömfélék (Acanthaceae) családjának névadó nemzetsége több mint 80 fajjal. Egyéb nevei: akantusz vagy medvetalpfű.

## Származása, elterjedése

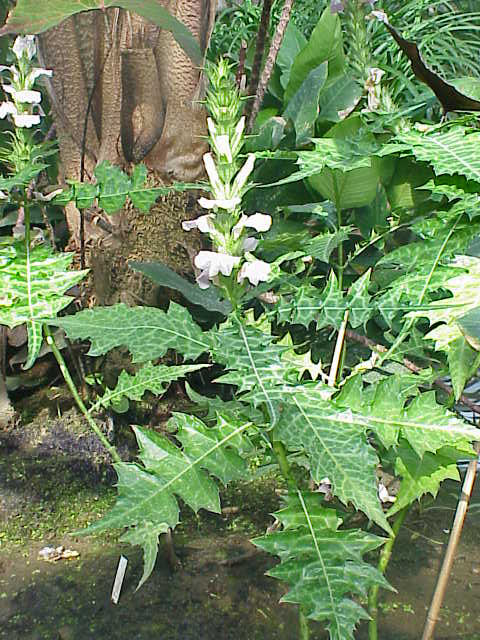
Acanthus montanus

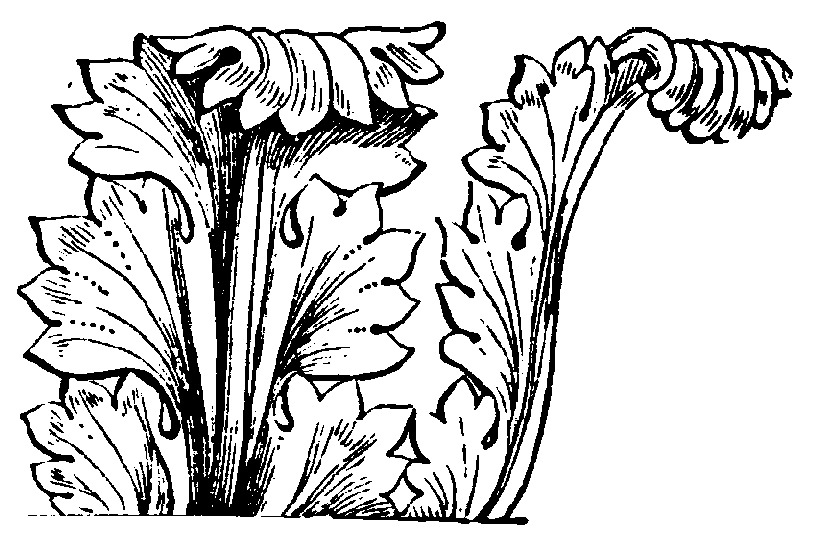
Akantuszlevél (ornamentika)

A Mediterráneumból származik.

## Megjelenése, felépítése
Magas kóró vagy kisebb cserje. Levele többnyire nagy, szárnyasan öblös vagy szárnyasan hasábos, szúrós fogakkal. Nagy, felálló füzérvirágzata a szár csúcsán nyílik; az egyes virágok között gyakran nagy, szúrós fogú levelek nőnek. A virágok kelyhe kétajkú, lilás színű.

## Életmódja, termőhelye
Nektárgazdag virágfüzérei sok rovart vonzanak.

## Felhasználása
A Délkelet-Európában honos hosszúlevelű medvekörmöt (Acanthus longifolius) fehér, fürtben felálló, rózsaszín murvalevelű virágai miatt előszeretettel ültetik dísznövénynek. Az ókorban a díszkertek virágágyainak jellegzetes szegélynövénye volt.

## A kultúrában
Buján csipkézett szélű, dúsan erezett levelei már az ókorban megragadták a művészek fantáziáját; így vált az akantuszlevél már az ókorban a korinthoszi oszlopok, továbbá különféle egyéb épülettagozatok, vázák meghatározó díszítményévé. Különféle változatait a reneszánsz és a barokk építészet is szívesen alkalmazta.
A keresztény művészetben a halhatatlanság, ritkábban a hatalom jelképe.